# Архангельское сельское поселение (Тульская область, Ясногорский район)
Архангельское муниципальное образование — упразднённое муниципальное образование в составе Ясногорского района Тульской области.
Административный центр — село Архангельское.

Население — 
1. Н/Д[4] чел. (
2. Н/Д[5]).

## Административное деление
В состав поселения входят 32 населённых пункта:
- сёла: Архангельское, Лаптево.
- деревни: Барсуки, Бирево, Бобровские Выселки, Большие Байдики, Бяково, Вашана, Грызлово, Енино, Желыбино, Заикино, Зыбино, Каверино, Каменка, Качалово, Киреевское, Малахово, Малые Байдики, Матово, Никольские Выселки, Никольское, Ревякино, Средние Байдики, Струнино, Тайдаково, Тележёнка, Тормино, Федешово, Хвошня.
- посёлки: Железнодорожный, Ново-Ревякинский.

## Население
1. Н/Д[6]

1. Н/Д[7]